# Новоселиця (Тячівський район)
Новосе́лиця — село у Тячівському районі, Закарпатській області, Україна. Населення становить 3120 осіб. Входить до складу Нересницької сільської громади.

## Природно-географічні умови
Високогірне село Новоселиця розташоване неподалік гори і полонини Менчул (1501 м. над р. м.), за 29 км від районного центру, міста Тячів. Новоселиця славна своїми околицями: присілки Полянське, Камінці, Заверх, а також колишній присілок, а з 1960-х рр. повноцінне село, Тисалово. У підніжжі Менчула народжується прудка, хоч і порівняно невелика (30-км) річка Лужанка. Річка спочатку перетинає село Широкий Луг, північного сусіда Новоселиці. Південніше, у селі Нересниця, вона зливається з норовливою і повноводною Тересвою.

## Населення

### Мова
Розподіл населення за рідною мовою за даними перепису 2001 року:
| Мова            | Кількість | Відсоток |
| --------------- | --------- | -------- |
| українська      | 3107      | 99.58%   |
| російська       | 10        | 0.33%    |
| румунська       | 2         | 0.06%    |
| інші/не вказали | 1         | 0.03%    |
| Усього          | 3120      | 100%     |

## Історія
Новоселиця вперше згадана в писемному джерелі уже шість з половиною століть тому — 15 вересня 1371 року як Nerezleuche.
Інші згадки: 1371: Felseu-Nerezlenche (DocVal. 239), Felsew-Nerezlenche (Mihályi 64), 1600: Felső Nereznice (Bélay 176), 1610: Felsö Nyireznicze (uo.), 1725: Felső Nyeresznicze (Revizki), 1753: Felső Neresnicze (Szabó T. 440), 1808: Nyeresháza (Felső-), Horňi-Neressca, Horni Nérežnice (Lipszky: Rep. 468), 1828: Neresznicze (Felső), Nowoselica (Nagy 197), 1838: FelsőNereznicze (Schem. 59), 1851: Felső-Nyéresháza (Fényes 3: 149), 1877: Nereznice (Felső-), Novoszelica (M), 1913: Taracújfalu (Hnt.), 1925: Novoselice Višni, 1930: Novoselica (ComMarmUg. 95–6), 1944: Felsőneresznice, Новоселица (Hnt.), 1983: Новоселиця, Новоселица (ZO).
Новоселиця - найдавніше поселення долини річки Тересва, яке було королівським маєтком до 1371 року. Король Людовик I 1371 року передав його синам угорського воєводи Долгаї. У 1389 р. село подарував король Сигізмунд синам Апруса Ердо та Гетешу. У 1553 році Новоселиця перейшла знову у власність Долгаїв та їх родини. У 1553 році власником був Імре Долгай, 1600 - поява родин Ласло Бернат, Дьордь Фаркаш, Дьордь Корніш, Петер Росалія Куна та Ласло Вер. Поселення вперше згадується в статуті в 1610 році під назвою Верхня Нересниця.
У ХІХ ст. селище мало власну символіку: печатку з зображенням дуба, на який з одного боку спирається лев, а з другого ведмідь. Довкола герба напис угорською мовою: FELSŐNERESZNITZA HELYSEGENEK PECSETJE 1842 ("Печатка селища Верхня Нересниця. 1842").

## Релігія
храм Вознесіння Господнього. 1931.
У 1702 р. в селі була дерев’яна церква св. Михайла під берегом Осуй, освячена єпископом Чумальовським Йосифом (якщо це Йосиф Стойка, що став єпископом у 1692 р., то й церква не могла бути закінчена скоріш як того року), яку згадують у 1751 p., як церкву з двома дзвонами і двома дерев’яними свічниками, без вежі, у поганому стані і яка, згідно з народним переказом, згоріла. Останнє здається сумнівним, бо іконостас цієї церкви перенесли до чудової готичної церкви Вознесіння Господнього, збудованої з ясена та в’яза в 1798 р. зусиллями уряду та місцевої громади і посвяченої сигітським вікарієм Георгієм Кевсеґі. Церква мала довжину 10 м, ширину 6 м, висоту 5 м. Вежа була заввишки 16 м. Іконостас було встановлено 1819р.
На початку XX ст. В. Залозецький описав великі образи Страшного Суду і Страстей Господніх, виконані на полотні, по яких під час дощів текла вода, змиваючи фарбу. Біля церкви стояла дерев’яна дзвіниця.
За свідченням новоселицького пароха Степана Бендаса, 4 вересня 1928 р. пополудні церкву навмисне підпалили православні (про це проговорився сам палій Михайло Шпилька). С. Бендас, ризикуючи життям, викидав з палаючої церкви книги, чаші та інші цінності. Він також залишив детальний опис пожежі у своїй “Хроніці села Новоселиця”. Згоріла також дзвіниця – два дзвони збереглися, а найменший розплавився. У церковних книгах збереглися цікаві записи. Так, “Апостол”, виданий у Львові в 1696 р., був куплений 12 лютого 1702 р. за “півдесята золотого угорського”, а від парохіян підписався Піргій Юра Ковачів.У Євангелії 1636 р. записали, що в 1718 р. при ієреї Іоані Тяскові купили селяни дзвін за 20 золотих. Один золотий дав піп Іван (далі обрізано).У “Єірмологіоні” 1698 р. видання отець І. Тяско записав, що книгу купили в листопаді 1725 р. брати Дмитро, Михайло і Семен Томишинці разом з дружинами та матір’ю. “Трефолой” купили в 1758 р. Дмитро і Семен Томишинці та Василь Дзуґан за 31 золотий вонаш. У “Хроніці” описано зведення нової церкви з каменю, до чого готувалися ще в 1863 р. Заслугою о. Г. Грибовського громада купила концесії на корчму, що мало забезпечити надходження на будівництво церкви. Місцеві євреї погодились платити громаді 25 флоренів річно за умови, що конкуруючу корчму не відкриють, але записів про сплату не збереглося. О. Грибовський записав, що землю під церкву дав Юрій Тяско, але пізніше йому землю повернули, бо Василь Рарич виміняв в Івана Тяска вигіднішу ділянку і передав її для спорудження церкви. У 1909 р. громаді треба було зібрати 42 618 корон угорських, але вдалося зібрати лише 25 883. Поступово збирали гроші та матеріали (60 тисяч чехословацьких корон виручили від продажу дубового лісу, купили 200 тисяч цеглин), і в травні 1930 р. розпочалося будівництво за проектом ужгородського інженера Е. Еґреші. Обрали 10 кураторів для ведення будівництва.
Головну роль у спорудженні відіграв Юрій Томишинець, а також Василь Лемак, Василь Джуган, Стефан Проданець. Парох С. Бендас умовив селян виконати ручну роботу безоплатно. Влітку 1930 р. вдалося отримати 93 тисячі чехословацьких корон від міністерства землеробства і таким чином завершити будівництво і вкрити церкву дахом. Навесні 1931 р. знову проведено збір коштів серед селян і зібрано 61 370 корон, а також складено розмітку на збір ще 63 465 корон. Багато родин здавало більше 1000 корон. На церкві встановили 6 позолочених хрестів – найбільший купила громада, а інші, за 600 корон кожен, купили Іван Джуган, Василь Іванцюк, Юрій Павлюк, Василь Тяско та Іван Поковба з Широкого Лугу. Щоб уникнути осідання м’якого ґрунту, під вежею спорудили бетонну платформу розмірами 7: 7 м, а під неї вбили 36 семиметрових дубових паль. Довжина церкви склала 33,7 м, ширина нави – 9,2 м, а у притворах – 20,4 м, висота стін – 8,7 м, висота вежі без хреста – 28,5 м, з главкою і хрестом – 31,8 м.
У кінці 1931 р. кошти вичерпалися, притвор і хори лишилися незакінченими, але декан о. Теодор Коссей пішов на зустріч вірникам і 4 грудня благословив церкву. Внутрішнє спорядження подарувала дубівська греко-католицька громада. Пам’ятний список жертвувачів замурували у фундамент позаду вівтаря. У 1934 р. купили дзвін вагою 39 кг. (Два давні дзвони реквізували на військові потреби 14 березня 1917 р.). Хори добудували в 1936 р. За часів СРСР церква належала православним і була переосвячена на Благовіщення пр. богородиці, а в 1991 р. її повернуто греко-католикам. У вівтарі на арці склепіння написано: “Церква мальована | рока Божого 1988 при | св. Кубинець Вас. Ів. гол. дв. Тяско Ів. Ів. | касир Джуган Вас. Ник. Худ. Пригара Ол. Іл.”.
Церква Благовіщення пр. богородиці. 1993.
храм Благовіщення пр. богородиці. 1993.
У Новоселиці поширення православ’я припадає на 1923 p., коли створили Православний комітет. У березні того ж року скликали збори й обговорили план спорудження православної церкви, яку чехословацька влада дозволила будувати біля греко-католицької церкви. На збільшення церковної ділянки пішла частина землі Стефана Рарича. Першим священиком став російський емігрант Владімір Потапов, що називав себе морським офіцером. Церкву збудували 1925 р. і о. Потапов посвятив її на св. Володимира, але з часом храмове свято перенесли на Благовіщення. Поряд спорудили дерев’яну каркасну двоярусну дзвіницю.
З приходом радянської влади муровану греко-католицьку церкву передали православним, а православну перетворили на школу. В 1960-х роках ґанок і турню розібрали. У 1990 р. муровану церкву повернуто греко-католикам, а школу, що була церквою, – православним. З 1991 до 1993 р. довкола дерев’яної церкви зведено нову муровану, а стару – розібрано.

### Присілки
Полянське
Полянське - колишнє село в Україні, в Закарпатській області.
Обєднане з селом Новоселиця рішенням облвиконкому Закарпатської області №155 від 15.04.1967
Перша згадка у ХІХ ст.

## Туристичні місця
- храм Благовіщення пр. богородиці. 1993.
- храм Вознесіння Господнього. 1931.
- Оголені скелі на вершині гори Великий Каменець
- Відслонення альбдатської товщі крейди
- Джерело № 1 (Новоселиця)